# Floating car data
Floating car data, ook wel FCD genoemd, is een manier om vertragingstijden en lengtes van files te bepalen.  

## Werking

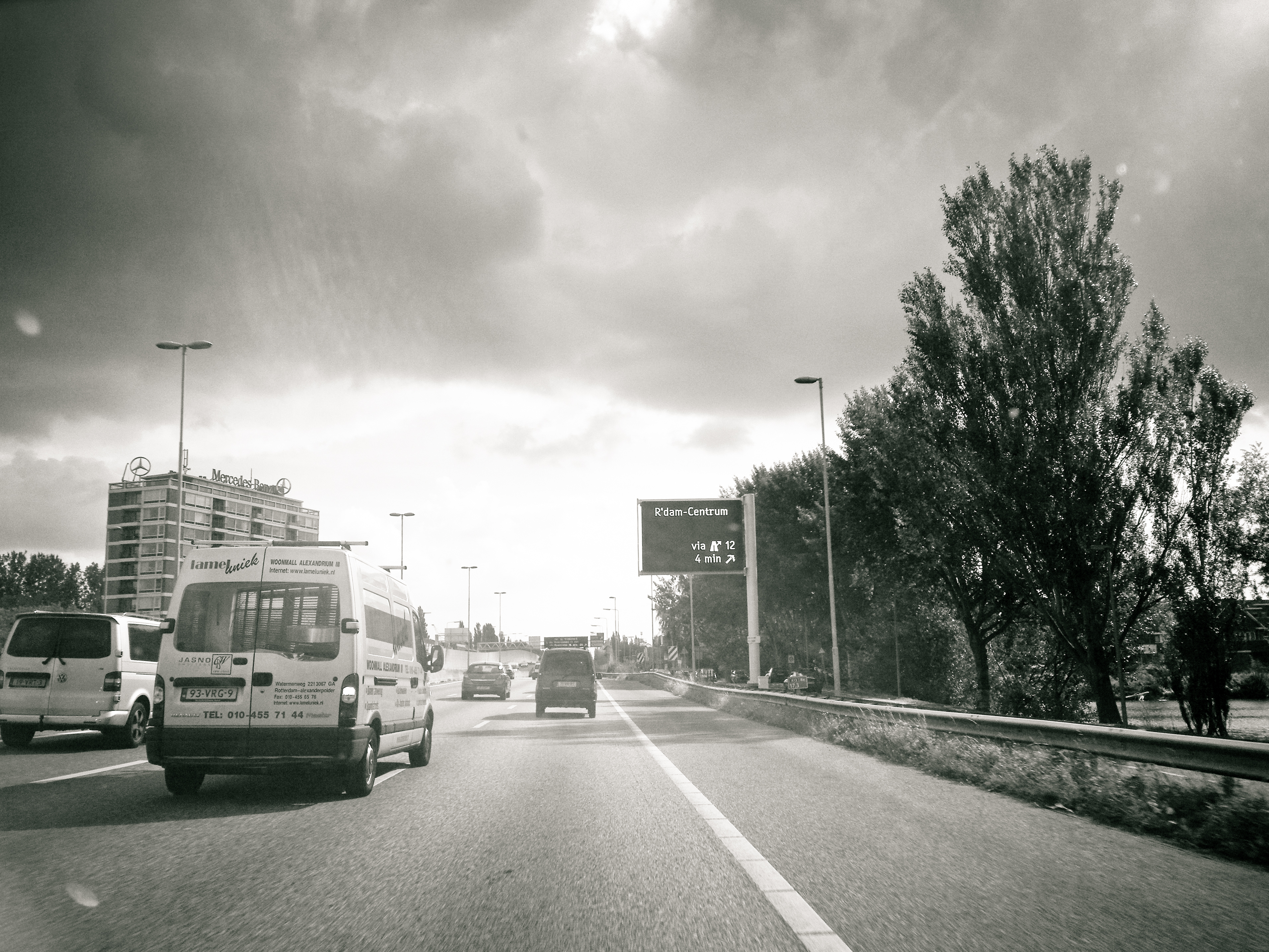
Reistijden op een Nederlandse DRIP zijn afkomstig van FCD van Be-Mobile.

De bron is het volgen van elektronisch apparatuur die weggebruikers bij zich hebben zoals navigatiesystemen en mobiele telefoons. Op basis van de informatie kan een gemiddelde rijsnelheid tot op enkele meters nauwkeurig berekend worden. De verzamelde informatie wordt doorgestuurd naar service-providers voor verkeersinformatie en wordt door verkeerskundigen voor onderzoek gebruikt. FCD is een vrij ruim begrip. Het is niet zo dat alle elektronische apparatuur gevolgd wordt. Dat ligt eraan met welk commercieel bedrijf een wegbeheerder samenwerkt. Het NDW gebruikt FCD-data dat afkomstig is van Be-Mobile. Dat betekent dat alle gebruikers die Flitsmeister gebruiken gevolgd worden. De rijsnelheden van de gebruikers worden omgezet in reistijden. Als uit de data blijkt dat er vertraging is, wordt dit doorgestuurd naar service-providers die het via diverse kanalen als verkeersinformatie de wereld insturen. Ook de reistijdeninformatie op DRIP's in Nederland is afkomstig van FCD van Be-Mobile. Ook de FCD van HERE WeGo wordt via het bedrijf VIA gedeeld met wegbeheerders voor veiligheidsanalysen.
Een ander voorbeeld is het bedrijf TomTom dat alle telefoons in een aantal landen anoniem volgt. Hieruit volgen vertragingstijden. Deze data stuurt men door naar hun eigen navigatiesystemen, maar wordt ook verkocht aan bijvoorbeeld de ANWB. Google Maps hanteert hetzelfde principe, maar gebruikt dit alleen voor de eigen applicatie.

### Voor- en nadelen[7]
Het voordeel van FCD is dat het goedkoper in onderhoud en gebruik is dan de klassieke methoden om vertragingen te detecteren zoals het gebruik van meetlussen in het wegdek, ANPR en bluetooth-meetsystemen. Daarbij hoeven wegbeheerders niet zelf voor een FCD-dekking te zorgen. De FCD-data kan ook ingekocht worden bij commerciële bedrijven.
Het nadeel van de FCD is de privacy van de weggebruiker zoals de anonimiteit. Ook zouden cybercriminelen aan de haal kunnen met de data. Een ander nadeel is dat niet iedere weggebruiker gevolgd wordt als deze geen elektronische apparatuur gebruikt die gevolgd kan worden. Ook kan het systeem niet het verschil zien tussen een file en wegwerkzaamheden. Als er op een afgesloten weg tientallen wegwerkers met elektronische apparatuur lopen, veronderstelt FCD dat er een vertraging ontstaat.